# 里見進 (野球)
里見 進（さとみ すすむ、1943年8月21日 - ）は、群馬県出身の元プロ野球選手。現姓は夏目。

## 経歴
群馬県立富岡高等学校から1962年に毎日大映オリオンズへ入団。戦力としては「4番手捕手」と扱われていたが、実際には当時の主力投手（小山正明、木樽正明、成田文男）の投球をブルペンで受けることが多く、練習では強打で鳴らした主力打者（江藤慎一、山崎裕之、有藤通世、ジョージ・アルトマン、アルト・ロペスなど）を相手に打撃投手も務めていた。
NPBが1970年のシーズン終了後に（「加盟全12球団の戦力の均等化」を目的にドラフト会議と同じ要領で）プロ野球選抜会議（トレード会議）を始めるに際して、1球団が保有する支配下登録選手の20％に当たる指名対象選手リストへ掲載されたところ、第1回選抜会議の3巡目で南海ホークスから指名された。当時の南海は野村克也（捕手兼任監督）の控えに当たる捕手が手薄であったこととに加えて、野村自身が監督の立場で「『即戦力』より『縁の下の力持ち』のような選手」を望んでいたことから、ブルペン捕手や打撃投手として上記の選手たちの癖や調子などをつかんでいた里見に白羽の矢を立てた。
プロ野球選抜会議は1972年まで年に1回のペースで開催されていたが、3巡目以下に指名した選手の入団には移籍金が発生しなかったため、3巡目で里見を指名した野村を「会議の本質をよく理解していた」と評価する向きもある。当の野村は「いずれは里見をコーチ補佐に昇格させよう」と考えていたが、1971年の途中からロッテの監督に就任していた大沢啓二が、南海選手（外野手）時代のチームメイトであった野村に対して里見のロッテ復帰を要請。里見自身も移籍後は一軍公式戦2試合に出場しただけで、「ロッテへの移籍」か「退団」のいずれかを南海球団に要求し、1972年にロッテへの復帰に漕ぎ着けた。復帰後は22試合に出場したが、1973年に日拓ホームフライヤーズに移籍してからは一軍公式戦への出場機会がなく、この年限りで現役を引退。大沢が1976年から日本ハムファイターズ（日拓の後継球団）へ就任したことを機に、大沢の誘いで1980年までコーチを務めた。
1981年以降は球界を離れ、妻の家業である夏目美術店（東京都千代田区九段）に勤務。2006年に代表取締役へ就任した。その一方で、かつては一般社団法人全国美術商連合会副会長や日本ハムOB会副会長も務めていた。

## 詳細情報

### 年度別打撃成績
| 年 度     | 球 団            | 試 合 | 打 席 | 打 数 | 得 点 | 安 打 | 二 塁 打 | 三 塁 打 | 本 塁 打 | 塁 打 | 打 点 | 盗 塁 | 盗 塁 死 | 犠 打 | 犠 飛 | 四 球 | 敬 遠 | 死 球 | 三 振 | 併 殺 打 | 打 率 | 出 塁 率 | 長 打 率 | O P S |
| --------- | ---------------- | ----- | ----- | ----- | ----- | ----- | -------- | -------- | -------- | ----- | ----- | ----- | -------- | ----- | ----- | ----- | ----- | ----- | ----- | -------- | ----- | -------- | -------- | ----- |
| 1963      | 大毎 東京 ロッテ | 4     | 4     | 4     | 0     | 0     | 0        | 0        | 0        | 0     | 0     | 0     | 0        | 0     | 0     | 0     | 0     | 0     | 3     | 1        | .000  | .000     | .000     | .000  |
| 1965      | 大毎 東京 ロッテ | 12    | 8     | 7     | 1     | 1     | 0        | 0        | 1        | 4     | 1     | 0     | 0        | 1     | 0     | 0     | 0     | 0     | 3     | 0        | .143  | .143     | .571     | .714  |
| 1966      | 大毎 東京 ロッテ | 1     | 0     | 0     | 0     | 0     | 0        | 0        | 0        | 0     | 0     | 0     | 0        | 0     | 0     | 0     | 0     | 0     | 0     | 0        | ----  | ----     | ----     | ----  |
| 1967      | 大毎 東京 ロッテ | 12    | 10    | 10    | 0     | 3     | 1        | 0        | 0        | 4     | 1     | 0     | 0        | 0     | 0     | 0     | 0     | 0     | 1     | 1        | .300  | .300     | .400     | .700  |
| 1968      | 大毎 東京 ロッテ | 43    | 7     | 6     | 1     | 1     | 0        | 0        | 0        | 1     | 1     | 0     | 0        | 0     | 1     | 0     | 0     | 0     | 2     | 1        | .167  | .167     | .167     | .324  |
| 1969      | 大毎 東京 ロッテ | 13    | 0     | 0     | 0     | 0     | 0        | 0        | 0        | 0     | 0     | 0     | 0        | 0     | 0     | 0     | 0     | 0     | 0     | 0        | ----  | ----     | ----     | ----  |
| 1970      | 大毎 東京 ロッテ | 1     | 0     | 0     | 0     | 0     | 0        | 0        | 0        | 0     | 0     | 0     | 0        | 0     | 0     | 0     | 0     | 0     | 0     | 0        | ----  | ----     | ----     | ----  |
| 1971      | 南海             | 2     | 0     | 0     | 0     | 0     | 0        | 0        | 0        | 0     | 0     | 0     | 0        | 0     | 0     | 0     | 0     | 0     | 0     | 0        | ----  | ----     | ----     | ----  |
| 1972      | ロッテ           | 22    | 0     | 0     | 0     | 0     | 0        | 0        | 0        | 0     | 0     | 0     | 0        | 0     | 0     | 0     | 0     | 0     | 0     | 0        | ----  | ----     | ----     | ----  |
| 通算：9年 | 通算：9年        | 110   | 29    | 27    | 2     | 5     | 1        | 0        | 1        | 9     | 3     | 0     | 0        | 1     | 1     | 0     | 0     | 0     | 9     | 3        | .185  | .179     | .333     | .512  |

- 大毎（毎日大映オリオンズ）は、1964年に東京（東京オリオンズ）に、1969年にロッテ（ロッテオリオンズ）に球団名を変更

### 背番号
- 55 （1962年）
- 39 （1962年 - 1970年,1972年）
- 41 （1971年）
- 40 （1973年）
- 80 （1976年 - 1980年）